# 超鱂
超鱂為輻鰭魚綱鯉齒目鯉齒亞目鯉齒鱂科的其中一種，分布於北美洲美國德州
Rio Grande流域，體長可達5公分，棲息在泥底質的溪流，可做為觀賞魚。

## 擴展閱讀
維基物種上的相關：超鱂